# Cataratas de Pagsanján
Las Cataratas de Pagsanján (nombre local: Magdapio) son unas de las cascadas más famosas en las Filipinas. Está situada en la provincia de La Laguna, y constituyen una de las principales atracciones turísticas de la región. Las cataratas son accesibles a través de un viaje por río en canoa. Se origina desde el municipio de Pagsanján, un pueblo que se establece a comienzos de la época española y se sitúa en la confluencia de dos ríos, el Balanac y el Bumbungan.
Las cataratas fueron declaradas como parque nacional con legislaciones  del 29 de marzo de 1939 y del 31 de marzo de 1976. El parque nacional abarca una superficie de 152,64 hectáreas.
Se hallan a 97 km (2h, 15 min) al sureste de Manila, en la isla de Luzón. Debían aparecer en un sello de Filipinas de 1932 pero por error se insertó en su lugar la catarata Vernal del Parque Yosemite (California).